# سیارک ۴۸۵۱
سیارک ۴۸۵۱ (به انگلیسی: 4851 Vodopʹyanova، نامگذاری:1976US1) چهار هزار و هشتصد و پنجاه و یکمین سیارک کشف شده‌است که در ۲۶ اکتبر ۱۹۷۶ کشف شد.
قدر مطلق سیارک برابر ۱۲٫۸۰ است.